# Trocnadella arisanus
Trocnadella arisanus är en insektsart som beskrevs av Matsumura 1912. Trocnadella arisanus ingår i släktet Trocnadella och familjen dvärgstritar. Inga underarter finns listade i Catalogue of Life.